# جيرو واتانابي
جيرو واتانابي (باليابانية: 渡辺二郎) مواليد 16 مارس 1955 في أوكاياما، هو ملاكم ياباني. حقق بطولة رابطة الملاكمة العالمية وبطولة المجلس العالمي للملاكمة.

## إحصائيات
خاض خلال مسيرته 28 نزالا، فاز في 26 وتعادل في 0 وخسر في 2. فاز بالضربة القاضية في 18 نزالا.

## روابط خارجية
- جيرو واتانابي على موقع بوكس ريك (الإنجليزية) (registration required)